# Lynk & Co・02
Lynk & Co・02はLynk & Coから発売されるコンパクトカー。ブランドの2番目の車両で、2018年3月に発表され、同年6月に発売された。

## 概要
02は最初に「CC11」として発表され、のちにブランドが発展するにつれてLynk＆Co 02に名前が変更された。
2018年6月に中国で発売された。
02は、アクティブセーフティ、パノラマカメラ、パノラマサンルーフ、ステアリングヘッドライト、自動駐車など、標準およびオプションの豊富な機能を備えている。
2021年3月には02のハッチバックバージョンが発表された。

## ギャラリー

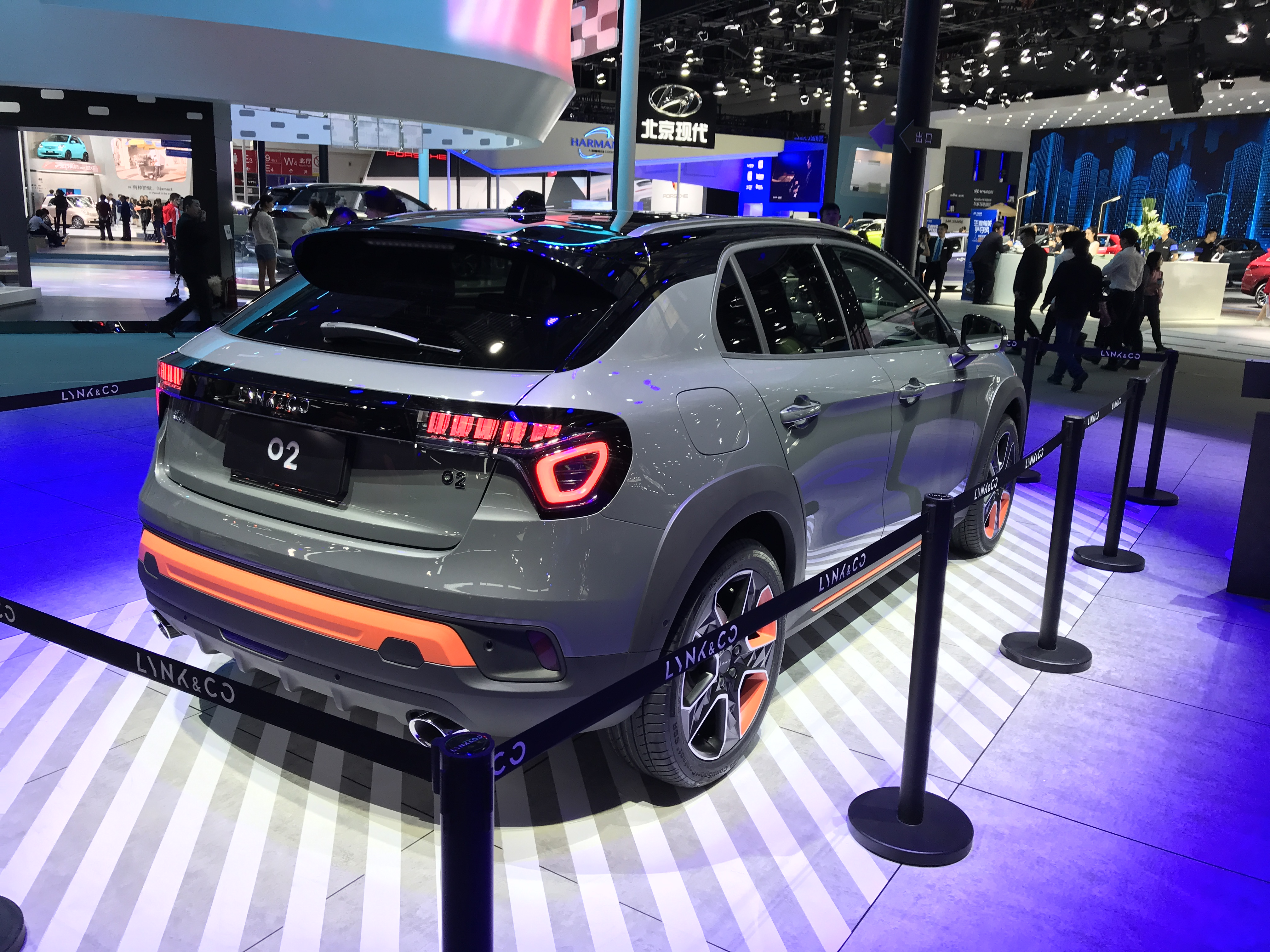
クロスオーバーリア
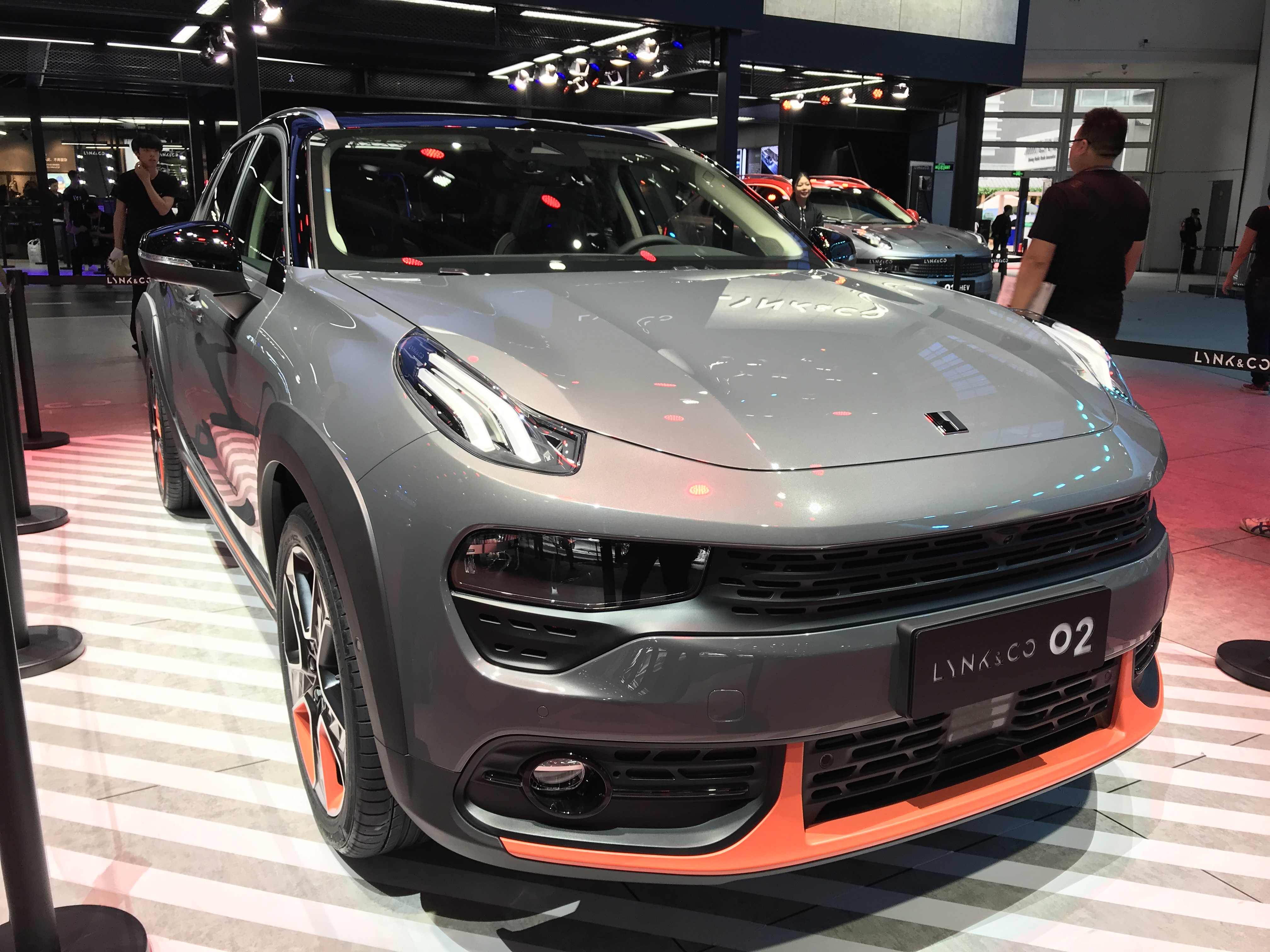
クロスオーバーフロント
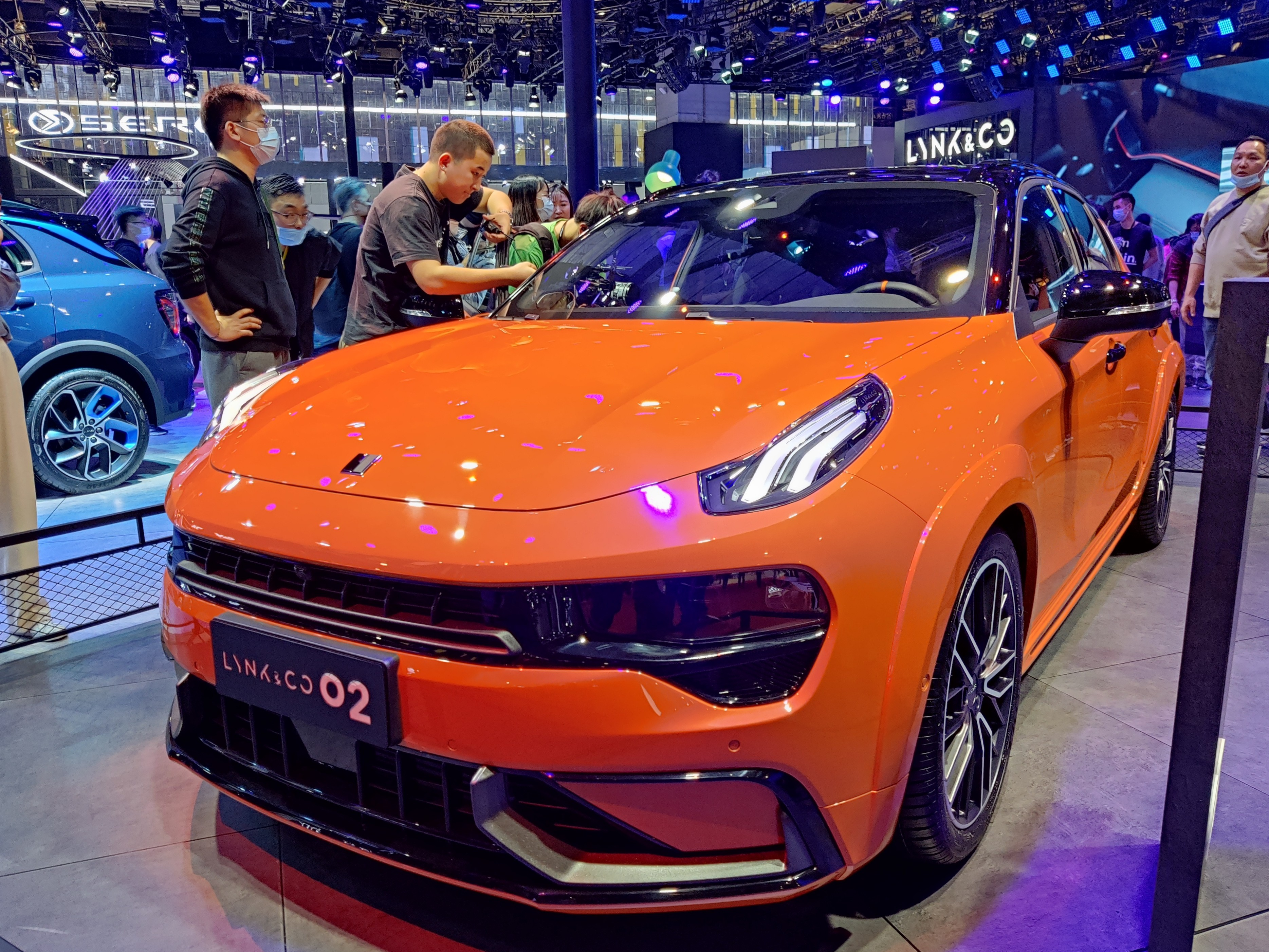
ハッチバックフロント
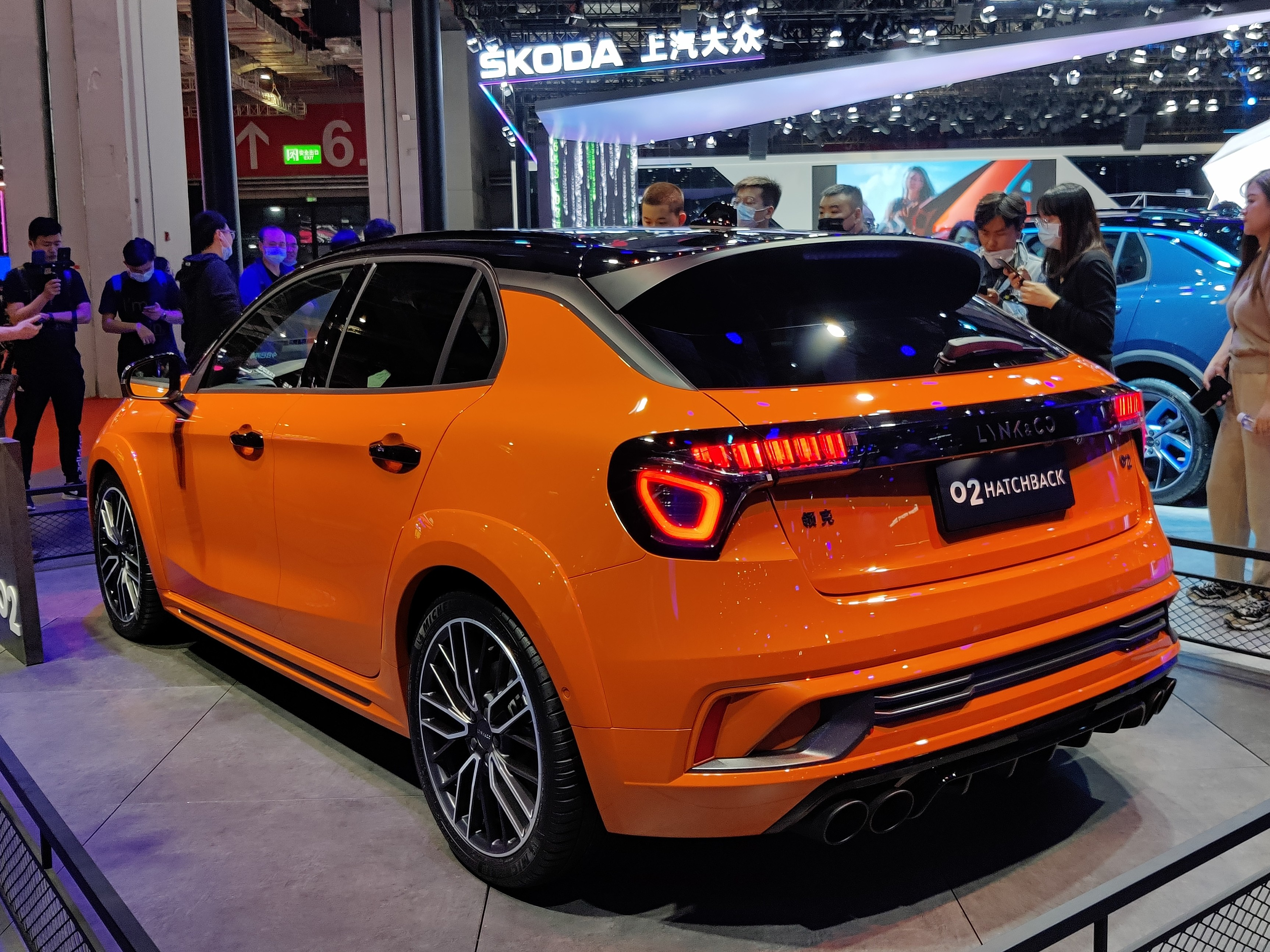
ハッチバックリア